# Mikayıl Müşfiq

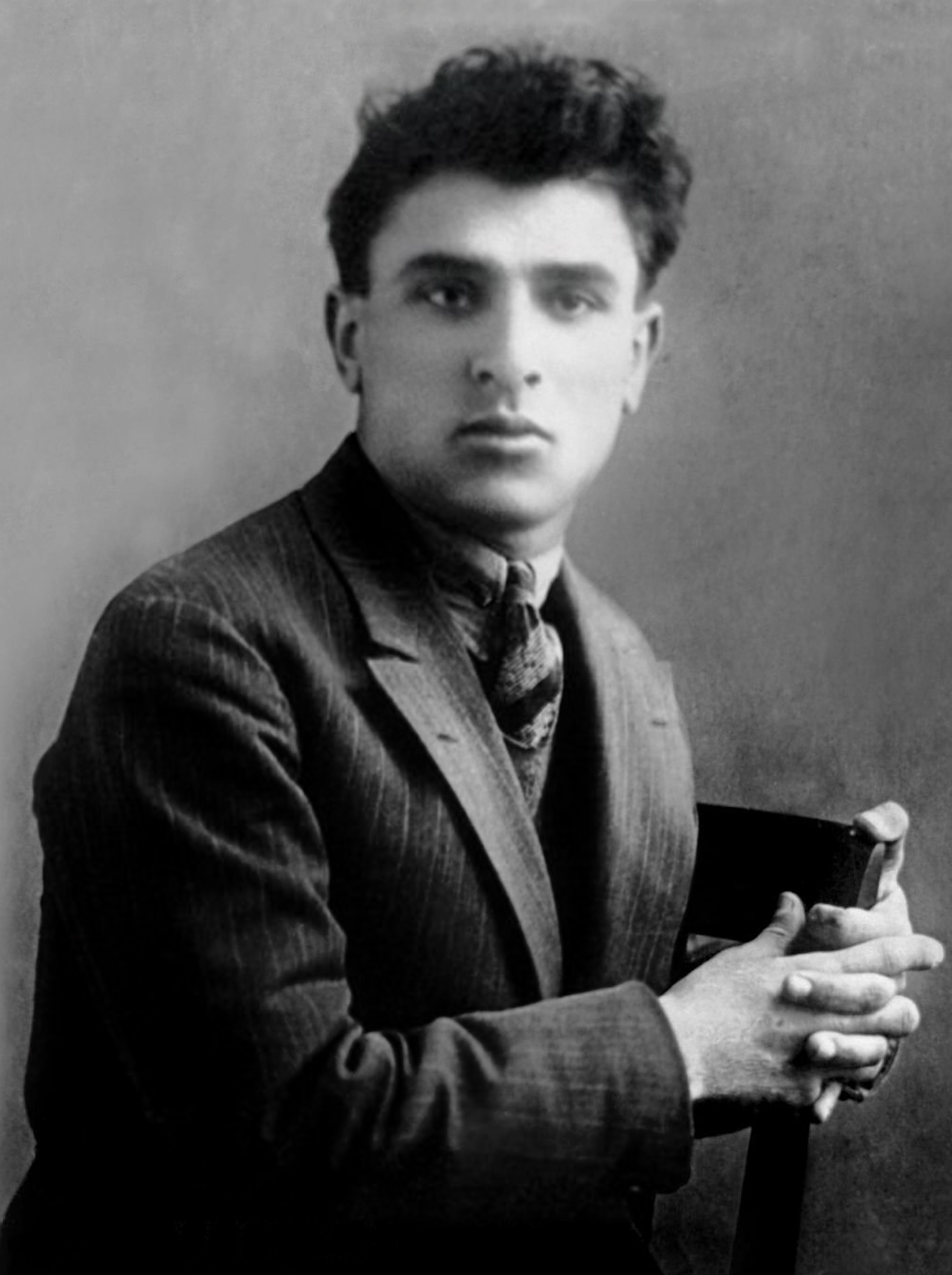
Mikayıl Müşfiq

Mikayıl Müşfiq (russisch Микаил Мушфиг Mikail Muschfig, eigentlich Mikayıl İsmayılzadə; * 5. Juni 1908 in Baku, Russisches Reich; † 12. März 1939 in Baku, Sowjetunion) war ein aserbaidschanischer Dichter der 1930er Jahre. Während der Stalinschen Säuberungen in der Sowjetunion wurde Müşfiq inhaftiert und von den sowjetischen Behörden im Alter von 30 Jahren hingerichtet.

## Leben
Mikayıl Müşfiq absolvierte seine Ausbildung auf der russisch-tatarischen Schule in Baku. Nach der Etablierung des Sowjetsystems in Aserbaidschan im Jahre 1920 begann er sein Studium an der Lehrerschule von Baku und beendete es im Jahre 1931 an der Fakultät für Sprach- und Literaturwissenschaft der Staatlichen Universität Baku.
Müşfiq begann seine berufliche Laufbahn als Lehrer. Zu dieser Zeit fing er damit an, Gedichte zu schreiben. Sein erstes Gedicht, „Bir Gün“ (Der Tag), wurde 1926 in der Zeitung Ganj fahla veröffentlicht. Von dieser Zeit an verwendete er das Pseudonym Müşfiq. Zusammen mit Samad Vurgun und Rasul Rza war er einer der Begründer des neuen sowjet-aserbaidschanischen Poesiestils der 1930er-Jahre. Zudem übersetzte Müşfiq eine Reihe von Gedichten aus dem Russischen ins Aserbaidschanische.
In seinen Werken verherrlichte Müşfiq die Arbeit der Industriearbeiter und der Bauern und lobte die Errichtung von industriellen Betrieben. Müşfiqs Frau, Dilbər Axundzadə, zufolge, begrüßte er die Ersetzung der Arabischen durch die Lateinische Schrift in Aserbaidschan im Jahre 1927. Seine Freude darüber spiegelt sich in den folgenden Versen nieder:
Und während des Abschieds

Möchte meine Seele dir sagen:

Auf Wiedersehen! Dein letzter Tag ist gekommen,

Elendes, altes Alphabet!
Während der stalinistischen Säuberungen in den 30er-Jahren Widerstand leistend gegen die staatlichen Anstrengungen, die „Tar“, ein aserbaidschanisches Nationalinstrument, zu verbieten, schrieb Müşfiq ein Gedicht mit dem Titel „Singe Tar, singe“.

## Verhaftung und Hinrichtung
Für seine Anstrengungen, die aserbaidschanische Kultur vor ihrer Zerstörung durch die sowjetischen Behörden zu schützen, wurde Müşfiq in der Vereinigung der aserbaidschanischen Schriftsteller angegriffen.
Einige literarische Persönlichkeiten, den Interessen des Stalin-Regimes dienend, brandmarkten Müşfiq als „Chauvinisten“ und einen „kleinbürgerlichen Dichter“. 1937 wurde er als „Staatsfeind“ inhaftiert und 1939 im Bayil-Gefängnis in der Nähe von Baku hingerichtet. Später wurde er offiziell entlastet.